# Jean de Ryckman de Betz
Pour les autres membres de la famille, voir Famille de Ryckman de Betz.
Jean de Ryckman de Betz, né en 1657 et mort le 2 décembre 1743 à château de Betz (Geetbets), est un militaire liégeois.

## Biographie

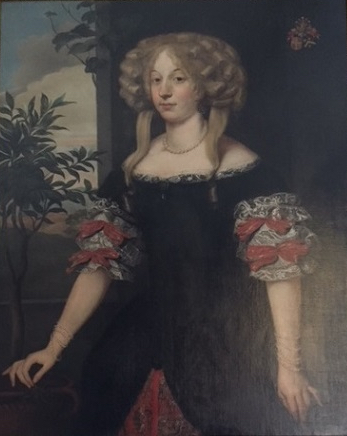
Portrait de son épouse Isabelle Gheys, dame de Geet-Betz.

D'une famille patricienne liégeoise, Jean de Ryckman est le fils du bourgmestre de Liège Walerand-Lambert de Ryckman (1624-1694) et de Marie-Catherine de Hardenne. Il épouse Isabelle Gheys, dame de Geet-Betz, Steenwegen, Colen, Craeywinckel, Ophem et Silverenberg, fille de Jean Gheys, seigneur de Geet-Betz, mestre de camp, gouverneur de Louvain et membre du Conseil de guerre de S.M., et d'Anne Josine Bouwens van der Boyen. Il est l'arrière grand-père d'André de Ryckman de Winghe.
Il débute dans la carrière des armes comme son père et devient gentilhomme de la compagnie des jeunes arbalétriers de la Cité de Liège en 1677.
Il assiste à la guerre contre les Turcs et prend part à la défense de Vienne en 1683.
Lorsque la principauté de Liège entre en guerre contre Louis XIV, Ryckman est nommé capitaine d'une compagnie du régiment Cupis de Camargo (devenu par la suite régiment t'Tserclaes-Tilly). Il prend part à la bataille de Fleurus (1690), puis à la défense de Liège face aux troupes du maréchal de Boufflers.
Il est nommé major et commandant de Huy.